# Marantochloa monophylla
Marantochloa monophylla là một loài thực vật có hoa trong họ Marantaceae. Loài này được (K.Schum.) D'Orey mô tả khoa học đầu tiên năm 1981.